# Gang Land
Gang Land (Gangland) est un jeu vidéo de stratégie en temps réel développé MediaMobsters et édité par Whiptail Interactive sorti en 2004 sur Windows et Mac.

## Accueil
- Jeuxvideo.com : 15/20[1]